# Massacre de Dumba
Le massacre de Dumba a lieu le 19 août 2013 pendant l'insurrection de Boko Haram.

## Déroulement
Le 19 août 2013, les rebelles de Boko Haram attaquent le village de Dumba car plusieurs de ses habitants ont servi dans les milices d'autodéfense contre les jihadistes. Plusieurs de ces derniers avaient d'ailleurs été capturés par les soldats et les miliciens quelques jours avant l'attaque. Les assaillants, vêtus d'uniformes de l'armée, entrent dans le village dans la matinée et se positionnent à différents carrefours. Finalement, lorsque les habitants quittent la mosquée du village après la prière du matin, les jihadistes ouvrent le feu sur la foule. Selon le général Chris Olukolade, porte-parole de l'armée, 35 personnes ont été tuées et 14 blessées,.